# Progrés (Sochi, Krasnodar)
Progrés (del ruso: Прогресс) es un seló del distrito de Josta de la unidad municipal de la ciudad-balneario de Sochi del krai de Krasnodar, en el sur de Rusia. Está situado en la orilla derecha del río Agura, 8 km al este de Sochi y 174 km al sureste de Krasnodar. Tenía 1 608 habitantes en 2010.
Pertenece al ókrug rural Razdolski.